# Metals
Metals es el cuarto álbum de estudio por la cantante canadiense Feist. Fue publicado el 30 de septiembre de 2011 en Irlanda, Austria, Suiza, Alemania, Suecia y Bélgica; el 3 de octubre de 2011 en el Reino Unido; y el 4 de octubre de 2011 en Estados Unidos y Canadá. El sencillo principal, «How Come You Never Go There», fue publicado el 12 de agosto de 2011. El álbum fue apoyado por una gira mundial que comenzó en Ámsterdam, Países Bajos el 15 de octubre de 2011 y terminó el 20 de octubre de 2012 en América Latina.
Metals debutó en el Billboard 200 de EE. UU. en el puesto #7 y vendió 38.000 copias en su primera semana. Obtuvo la mejor semana de ventas de Feist y fue su primer álbum en posicionarse entre los 10 primeros álbumes en las listas de los Estados Unidos. El álbum recibió elogios de la crítica. 

## Promoción
La promoción del álbum comenzó con videos cortos que presentan fragmentos de pistas y la realización del álbum. Fueron publicados en su sitio web y otras redes sociales desde el 21 de julio de 2011. Cuatro días después, anunció oficialmente el lanzamiento de Metals. El diseño del álbum se reveló el 2 de agosto de 2011; anteriormente, los fanáticos tenían la oportunidad de seleccionar el diseño de color para la portada del álbum en Facebook.

## Escritura y grabación
Después de la gira de su álbum anterior, The Reminder, Feist estaba “emocionalmente sorda”. Dejó de tocar música durante dos años, diciendo que “ya no tenía curiosidad”. En 2010, fue al estudio en París donde había grabado The Reminder. Después de regresar de París seis meses después, escribió la mayor parte del álbum. Para grabar Metals, Feist fue a Big Sur con la letra casi terminada y montó un estudio de grabación. Metals se grabó en Toronto y Big Sur, con colaboradores como Chilly Gonzales, Mocky, Brian LeBarton, Dean Stone y el productor Valgeir Sigurðsson. Comenzaron a grabar el álbum en enero de 2011. Dijo sobre el proceso de grabación: “Permití errores más que nunca, que terminan siendo errores cuando abres las cosas y les haces espacio”.
El título del álbum se inspiró parcialmente en el libro de no ficción de Charles C. Mann, 1491: Una nueva historia de las Américas antes de Colón, donde describe las diferentes ideas de los aztecas y los conquistadores sobre los metales preciosos como el oro.

## Composición
Para el álbum, Feist apuntó a un sonido que describió como “antiguo moderno”, mezclando instrumentos antiguos y nuevos. Afirmó que el álbum tenía “más caos, movimiento y ruido de los que había tenido antes”. La música de Metals está influenciada por géneros como el jazz y el blues, y contiene elementos de la música folk. La letra de Metals contiene muchas “imágenes de la naturaleza”, debido a que Feist estaba fascinada por el clima ya que “te hace sentir tan diminuto”. También contemplan temas como el amor moribundo, la mortalidad y la soledad. También señaló a «Sealion» de The Reminder y dijo que “contenía algunos de los conceptos en Metals”. Hay muchos acordes menores y quintas abiertas en Metals, así como muchas voces cantadas al unísono. Las canciones «How Come You Never Go There» y «Anti-Pioneer» son baladas, esta última en la que ella había trabajado durante diez años.

## Recepción de la crítica
Metals recibió críticas generalmente positivas. En Metacritic, el álbum obtuvo un puntaje promedio de 81 sobre 100, basado en 39 críticas, lo cual indica “reseñas generalmente positivas”. Lindsay Zoladz, escribiendo para Pitchfork, le dio una calificación de 7.7 sobre 10 y escribió: “De hecho, aunque de ninguna manera es un álbum difícil, Metals se siente deliberadamente desinteresado en cortejar al público pop o crear ganchos fáciles, por lo que se siente como una declaración de integridad artística tan refrescante y astutamente rudo. Al mismo tiempo, esta es también la razón por la que no alcanza las alturas de The Reminder”. Brice Ezell de PopMatters dijo que el álbum “Metals, aunque aún conserva elementos de su trabajo anterior en folk, es una divergencia sónica de Let It Die y The Reminder. El álbum es principalmente de bajo tempo, y los sonidos de blues y jazz que exploró en discos anteriores (en particular, la canción principal de Let It Die) se desarrollan sustancialmente”, añadiendo: “El talento simple de Feist es tan bueno que incluso la calidad relativa de este álbum en comparación con sus otros discos no hace mucho para disminuir su capacidad de composición. Feist es tan cautivadora como siempre, lo que hace que Metals sea un placer de escuchar”. David McGinty de The Skinny le dio una calificación perfecta de 5 estrellas y comentó: “Canciones como «The Circle Married the Line» y «Graveyard», pensarás que siempre las has conocido. Suenan como si, al igual que el título del álbum, hubieran sido extraídos de la tierra, como si ya existieran, pero sus subidas y bajadas son casi inexplicablemente emocionantes y refrescantemente nuevas”.
Jonathan Bernstein de American Songwriter destacó que “Metals es en gran medida un disco pop, uno que da la bienvenida en lugar de excluir. Feist todavía invita rápidamente a cantar, y no es nada difícil imaginar grandes multitudes regocijándose con el coro ‘Bring them all back to life’ en «Graveyard», una canción que al principio parece una oportunidad barata para tener una canción sobre vampiros”. En una reseña compartida, Alex Young de Consequence of Sound añadió: “Ella canta con la confianza de una estrella del pop (con la flauta a juego) en un segundo y la lleva de vuelta a su propio y misterioso rincón del mundo al siguiente. La transición apenas se nota, tal es la facilidad con la que se desliza de un lado a otro”. El sitio web Beats Per Minute dijo: “Metals es un asunto en gran parte desconectado, los espacios que se abren entre la música están llenos de calidez. Hay un momento en «The Circle That Married The Line» en el que Feist concede: ‘It's as much what it is as what it is not’, lo cual es válido para todo el álbum. Los tonos escasos y terrosos se encuentran en un terreno muy diferente al de la suave balada de The Reminder. Es demasiado fácil señalar las diferencias; son obvios con una escucha superficial. Las emociones son discretas, pero lo que es tan maravilloso es cómo tocan muchos de los mismos acordes que su trabajo anterior y aún así logran sonar distintos”. Stephen M. Deusner, escribiendo para la revista Paste, escribió: “Metals enfatiza la voz de Feist, que suena como si hubiera sido grabada muy de cerca para capturar incluso las texturas más finas y los tonos más sutiles. A veces, incluso la propia Feist no parece saber lo que hará de una nota a la siguiente. En «Comfort Me», su voz se lanza en un breve trino de notas, muy fuera de la línea melódica, que anuncia un cambio abrupto en el tono y el tema. Y en «Anti-Pioneer», hace una pausa concertada de las sílabas inteligibles para hacer de su voz otro instrumento en la mezcla, brindando un sonido puro en lugar de palabras. Es un momento encantador y discreto”.
Andrew Leahey, escribiendo para AllMusic, le dio una calificación de 3 estrellas y media sobre 5 y escribió: “Metals hace su mejor trabajo a una velocidad más lenta, donde Feist puede estirar su voz a través de arpegios de guitarra y acordes de piano como algodón”, añadiendo que “hay un poder de voz suave en Metals, incluso si sus canciones son más líquidas y atmosféricas de lo que sugiere el título”. Daniel Paton de musicOMH mencionó que “Metals no es una creación estática que revela todas sus cartas a la vez. Es una obra que seguirá sorprendiendo y deleitando con el tiempo”. Tim Chester de NME calificó a Metals como “una joya casera de álbum”.
Hayley Sterling de Gigwise escribió: “Atemporal, estacional y confiable, Feist una vez más ha producido algo que es fusionable con la lista de finalistas de los Grammy, la banda sonora de una comedia romántica y la lista de reproducción de cafetería por igual. Pero eso realmente no importa. Dondequiera que se escuche Metals, su arte generará la misma reacción, simplemente porque es un disco demasiado brillante para ser ignorado”. En una reseña negativa, Jim Scott de Under the Radar comentó que “Metals es un poco aburrido. Es una hermosa colección de canciones, pero simplemente no sucede lo suficiente como para llevar un álbum completo. Uno esperaba más después de cuatro años de espera”. Melissa Maerz de Entertainment Weekly escribió: “Metals, que toma prestado del jazz y el blues, es una obra ingeniosamente arreglada con tal belleza natural que debería ser certificada como orgánica”. Jody Rosen, escribiendo para Rolling Stone, dijo que Metals “es su mejor álbum, una pieza de humor que incluye todo, desde folk hasta blues del desierto al estilo maliense”.

## Lista de canciones
Todas las canciones escritas y compuestas por Leslie Feist, excepto donde esta anotado. 
| Lista de canciones de Metals |                                                       |          |  |
| N.º                          | Título                                                | Duración |  |
| 1.                           | «The Bad in Each Other»                               | 4:44     |  |
| 2.                           | «Graveyard»                                           | 4:14     |  |
| 3.                           | «Caught a Long Wind» (Feist, Mocky, Chilly Gonzales)  | 4:54     |  |
| 4.                           | «How Come You Never Go There»                         | 3:24     |  |
| 5.                           | «A Commotion»                                         | 3:53     |  |
| 6.                           | «The Circle Married the Line» (Feist, Brian LeBarton) | 3:22     |  |
| 7.                           | «Bittersweet Melodies» (Feist, Mocky)                 | 3:56     |  |
| 8.                           | «Anti-Pioneer»                                        | 5:33     |  |
| 9.                           | «Undiscovered First»                                  | 4:58     |  |
| 10.                          | «Cicadas and Gulls»                                   | 3:16     |  |
| 11.                          | «Comfort Me»                                          | 4:04     |  |
| 12.                          | «Get It Wrong Get It Right»                           | 3:39     |  |

## Créditos
Créditos adaptados desde las notas del álbum.
Musicos
- Leslie Feist – guitarra, órgano, piano
- Mocky – batería, bajo eléctrico y acústico, piano
- Chilly Gonzales – piano, órgano, bajo eléctrico, batería
- Brian LeBarton – órgano, sintetizadores, piano, bajo eléctrico, batería
- Dean Stone – batería, percusión

Músicos adicionales
- Colin Stetson – bajo eléctrico, saxofón tenor y barítono, clarinete bajo y tenor, corno francés, flauta, trompeta
- Evan Cranley – bombardino, trombón
- Bry Webb – coros (1)
- Irene Sazer – violín, coros
- Alisa Rose – violín, coros
- Dina Maccabee – viola, coros
- Jessica Ivry – violonchelo, coros

Personal técnico
- Robbie Lackritz – ingeniero de audio, mezclas (3, 6)
- Lionel Darenne – ingeniero de audio, mezclas (10)
- Renaud Letang – mezclas
- Howie Beck – mezclas (9)
- Thomas Moulin – asistente de mezclas
- Mandy Parnell – masterización
- Philip Shaw Bova – masterización adicional
- Chip Sutherland y Robbie Lackritz – gestión

Arreglos
- Feist – arreglos de cuerdas y corno francés
- Mocky – arreglos de cuerdas y corno francés
- Chilly Gonzales – arreglos de cuerdas y corno francés
- Colin Stetson – arreglos de corno francés adicionales
- Evan Cranley – arreglos de corno francés adicionales
- Valgeir Sigurðsson – arreglos de corno francés adicionales

Diseño
- Jannie McInnes – director creativo
- Mary Rozzi – fotografía
- Heather Goodchild – tipografía, diseño de impresión
- Graydon Sheppard – diseño gráfico, junto con:
  - Robyn Kotyk
  - Petra Cuschierl
  - Sammy Rawal
  - Rory Them Finest
- Dean Conger/National Geographic Stock – fotografías adicionales
- Sammy Rawal – fotografías adicionales

## Posicionamiento
| Gráfica (2011)                             | Pico de posición |
| ------------------------------------------ | ---------------- |
| Australia (ARIA)                           | 17               |
| Austria (Ö3 Austria)                       | 11               |
| Bélgica (Flandes) (Ultratop 200 Albums)    | 7                |
| Bélgica (Valonia) (Ultratop 200 Albums)    | 18               |
| Canadá (Billboard Canadian Albums)         | 2                |
| Dinamarca (Hitlisten)                      | 10               |
| Países Bajos (Album Top 100)               | 34               |
| Finlandia (Suomen virallinen lista)        | 30               |
| Francia (SNEP)                             | 9                |
| Alemania (Offizielle Top 100)              | 6                |
| Italia (FIMI)                              | 27               |
| Nueva Zelanda (Recorded Music NZ)          | 13               |
| Noruega (VG-lista)                         | 10               |
| Portugal (AFP)                             | 21               |
| España (PROMUSICAE)                        | 72               |
| Suecia (Sverigetopplistan)                 | 18               |
| Suiza (Schweizer Hitparade)                | 9                |
| Reino Unido (UK Albums Chart)              | 28               |
| Estados Unidos (Billboard 200)             | 7                |
| Estados Unidos (Billboard Top Rock Albums) | 1                |

## Certificaciones y ventas
| País                  | Certificación | Ventas  |
| --------------------- | ------------- | ------- |
| Canadá (Music Canada) | Platino       | 80,000  |
| Francia (SNEP)        | —             | 20,000  |
| Reino Unido (BIP)     | —             | 40,000  |
| Estados Unidos (RIAA) | —             | 141,000 |